# Million Dollar: Business
Million Dollar: Business — пятый студийный альбом российского рэп-исполнителя и музыканта Моргенштерна, выпущенный 28 мая 2021 года на лейбле Atlantic Records Russia. Неделей ранее исполнитель выпустил альбом Million Dollar: Happiness.

## Описание

Гибрид обложек Happiness и Business

Альбом является логическим продолжением дилогии, начало которому положил альбом Million Dollar: Happiness, выпущенный неделей ранее. Если сложить обложки релизов, получится портрет рэпера — наполовину клоуна, наполовину успешного бизнесмена. По словам рэпера, за этот альбом он получил предоплату в размере одного миллиона долларов — такую же, как и за предыдущий.

## Рейтинги
| Год  | Издатель    | Рейтинг                            | Позиция | Прим. |
| ---- | ----------- | ---------------------------------- | ------- | ----- |
| 2021 | Apple Music | Топ-10 альбомов в России           | 9       | [ 6 ] |
| 2021 | ВКонтакте   | Топ альбомов года                  | 1       | [ 7 ] |
| 2021 | The Flow    | Топ-50 отечественных альбомов 2021 | 40      | [ 8 ] |
| 2021 | Spotify     | Топ-5 альбомов России              | 2       | [ 9 ] |

## Приём
Альбом набрал первый миллион прослушиваний на платформе ВКонтакте спустя 26 минут после релиза. Спустя сутки число прослушиваний достигло более 16 миллионов.

### Отзывы
Редактор портала The Flow Андрей Недашковский отметил, что новый релиз — более серьёзная работа, чем предыдущий альбом:
Если прошлый альбом был выходом Алишера-трикстера, то этот — представление Моргенштерна-хитмейкера. Здесь намного больше песен, которые имеют шансы закрепиться в чартах, остроумных панчлайнов (да-да, это у Моргенштерна) и въедающихся хуков. Когда говоришь про этого артиста, от подобных заявлений лучше воздерживаться, но после “Happiness” этот альбом производит впечатление работы, над которой старались.

## Список композиций
Адаптировано под Apple Music и ВКонтакте.
| №                   | Название                 | Автор(ы)                                                  | Продюсер                    | Длительность |
| ------------------- | ------------------------ | --------------------------------------------------------- | --------------------------- | ------------ |
| 1.                  | «Olala»                  | Алишер Моргенштерн Александр Марков                       | Gredy                       | 2:22         |
| 2.                  | «Aristocrat»             | Алишер Моргенштерн Александр Марков                       | Gredy                       | 2:06         |
| 3.                  | «Hublot»                 | Алишер Моргенштерн Артём Готлиб                           | Slava Marlow                | 2:03         |
| 4.                  | «Nominalo»               | Алишер Моргенштерн Игорь Власов                           | XWinner                     | 2:12         |
| 5.                  | «GTA»                    | Алишер Моргенштерн Руслан Валеев                          | Vacemadest                  | 2:07         |
| 6.                  | «Скит от @VSBattleVideo» | Алишер Моргенштерн                                        | Моргенштерн                 | 0:46         |
| 7.                  | «Папин танк»             | Алишер Моргенштерн Александр Мерзляков Олег Бекназаров    | Diamond Style               | 2:07         |
| 8.                  | «Dinero»                 | Алишер Моргенштерн Руслан Валеев                          | Vacemadest                  | 2:38         |
| 9.                  | «Мания»                  | Алишер Моргенштерн Искандер Сулейманов                    | lskanther                   | 2:00         |
| 10.                 | «Я на таблах»            | Алишер Моргенштерн Александр Запорожец                    | Onix Beat                   | 2:26         |
| 11.                 | «Когда нас отпустит»     | Алишер Моргенштерн Роман Миронченко Виктор Машинистов     | Swamiq · Vic Handsome       | 2:49         |
| 12.                 | «Pull Up»                | Алишер Моргенштерн Алексей Максимов Олег Гладьянов        | ERROR696 · Blackchain       | 2:12         |
| 13.                 | «Я когда-нибудь уйду»    | Алишер Моргенштерн Даниэль Альгуасиль Монсо Луис Виткевиц | Danny Mads · WizzleGotBeats | 2:40         |
| Общая длительность: | Общая длительность:      | Общая длительность:                                       | Общая длительность:         | 28:28        |

## Чарты
Альбом вошёл в топ-10 чартов ВКонтакте и в мировой топ-10
и занял 5 место в мировом чарте альбомов Spotify.